# Liste der Auslandsvertretungen Südafrikas

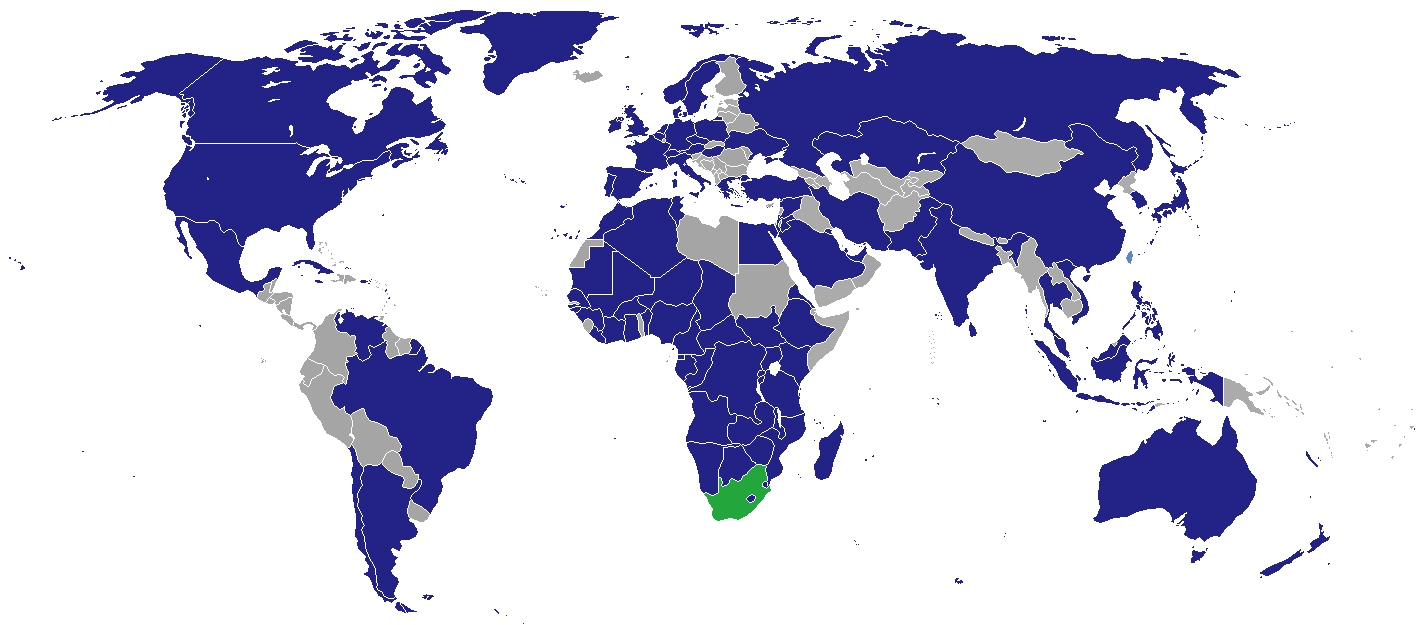
Standorte der diplomatischen Vertretungen Südafrikas

Dies ist eine Liste der diplomatischen und konsularischen Vertretungen Südafrikas.

## Diplomatische und konsularische Vertretungen

### Afrika
| - Ägypten: Kairo, Botschaft - Algerien: Algier, Botschaft - Angola: Luanda, Botschaft - Äquatorialguinea: Malabo, Botschaft - Äthiopien: Addis Abeba, Botschaft - Benin: Cotonou, Botschaft - Botswana: Gaborone, Hohe Kommission - Burkina Faso: Ouagadougou, Botschaft - Burundi: Bujumbura, Botschaft - Demokratische Republik Kongo: Kinshasa, Botschaft - Demokratische Republik Kongo: Lubumbashi, Generalkonsulat - Elfenbeinküste: Abidjan, Botschaft - Eritrea: Asmara, Botschaft - Gabun: Libreville, Botschaft - Ghana: Accra, Hohe Kommission - Guinea: Conakry, Botschaft - Guinea-Bissau: Bissau, Botschaft - Kamerun: Jaunde, Hohe Kommission - Kenia: Nairobi, Hohe Kommission - Kongo: Brazzaville, Botschaft - Lesotho: Maseru, Hohe Kommission - Liberia: Monrovia, Botschaft - Libyen: Tripolis, Botschaft | - Madagaskar: Antananarivo, Botschaft - Malawi: Lilongwe, Hohe Kommission - Mali: Bamako, Botschaft - Mauretanien: Nouakchott, Botschaft - Mauritius: Port Louis, Hohe Kommission - Marokko: Rabat, Botschaft - Mosambik: Maputo, Hohe Kommission - Namibia: Windhoek, Hohe Kommission - Niger: Niamey, Botschaft - Nigeria: Abuja, Hohe Kommission - Nigeria: Lagos, stellvertretende Hohe Kommission - Ruanda: Kigali, Botschaft - Sambia: Lusaka, Hohe Kommission - São Tomé und Príncipe: São Tomé, Botschaft - Senegal: Dakar, Botschaft - Simbabwe: Harare, Hohe Kommission - Sudan: Khartum, Botschaft - Südsudan: Juba, Botschaft - Eswatini: Mbabane, Hohe Kommission - Tansania: Daressalam, Hohe Kommission - Tschad: N’Djamena, Botschaft - Tunesien: Tunis, Botschaft - Uganda: Kampala, Hohe Kommission |

### Asien
| - Volksrepublik China: Peking, Botschaft - Volksrepublik China: Hongkong, Generalkonsulat - Volksrepublik China: Shanghai, Generalkonsulat - Indien: Neu-Delhi, Hohe Kommission - Indien: Mumbai, Generalkonsulat - Indonesien: Jakarta, Botschaft - Iran: Teheran, Botschaft - Israel: Tel Aviv, Botschaft - Japan: Tokio, Botschaft - Jordanien: Amman, Botschaft - Kasachstan: Astana, Botschaft - Katar: Doha, Botschaft - Kuwait: Kuwait, Botschaft - Malaysia: Kuala Lumpur, Hohe Kommission - Oman: Maskat, Botschaft | - Pakistan: Islamabad, Hohe Kommission - Palestina: Ramallah, Vertretung - Palestina: Gaza, Vertretung - Philippinen: Manila, Botschaft - Saudi-Arabien: Riad, Botschaft - Saudi-Arabien: Dschidda, Generalkonsulat - Singapur: Singapur, Hohe Kommission - Sri Lanka: Colombo, Hohe Kommission - Südkorea: Seoul, Botschaft - Syrien: Damaskus, Botschaft - Taiwan: Taipei, Verbindungsbüro - Thailand: Bangkok, Botschaft - Vereinigte Arabische Emirate: Abu Dhabi, Botschaft - Vereinigte Arabische Emirate: Dubai, Generalkonsulat - Vietnam: Hanoi, Botschaft |

### Australien und Ozeanien
- Australien: Canberra, Hohe Kommission
- Fidschi: Suva, Hohe Kommission
- Neuseeland: Wellington, Hohe Kommission

### Europa
| - Belgien: Brüssel, Botschaft - Bulgarien: Sofia, Botschaft - Dänemark: Kopenhagen, Botschaft - Deutschland: Berlin, Botschaft - Deutschland: München, Generalkonsulat - Finnland: Helsinki, Botschaft - Frankreich: Paris, Botschaft - Griechenland: Athen, Botschaft - Irland: Dublin, Botschaft - Italien: Rom, Botschaft - Italien: Mailand, Generalkonsulat - Liechtenstein: betreut von der Botschaft in der Schweiz - Luxemburg: betreut von der Botschaft in Belgien - Niederlande: Den Haag, Botschaft - Norwegen: Oslo, Botschaft - Österreich: Wien, Botschaft | - Polen: Warschau, Botschaft - Portugal: Lissabon, Botschaft - Rumänien: Bukarest, Botschaft - Russland: Moskau, Botschaft - Schweden: Stockholm, Botschaft - Schweiz: Bern, Botschaft - Spanien: Madrid, Botschaft - Tschechien: Prag, Botschaft - Türkei: Ankara, Botschaft - Ukraine: Kiew, Botschaft - Ungarn: Budapest, Botschaft - Vereinigtes Königreich: London, Hohe Kommission - Belarus: Minsk, Botschaft |

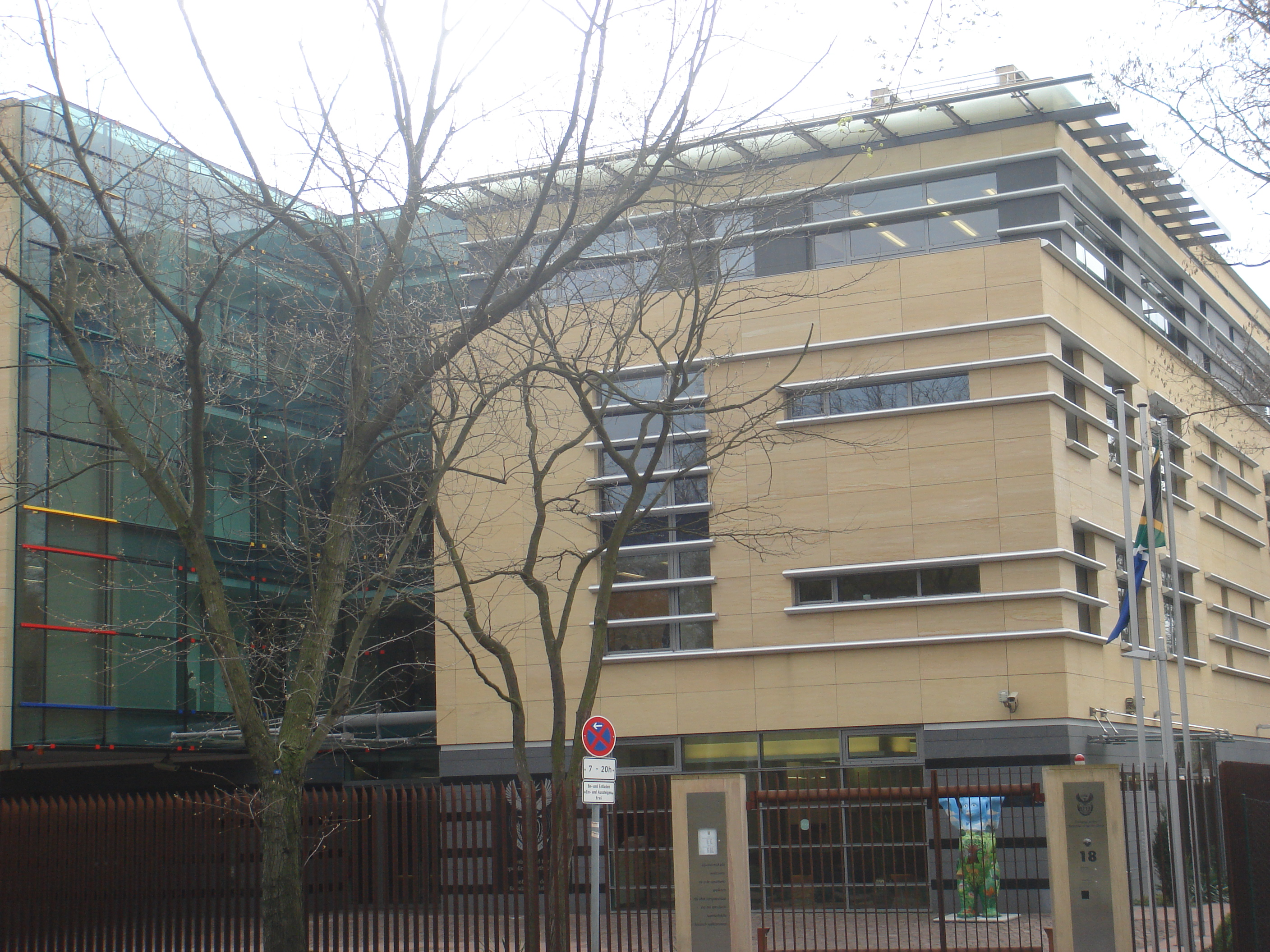
Südafrikanische Botschaft in Berlin
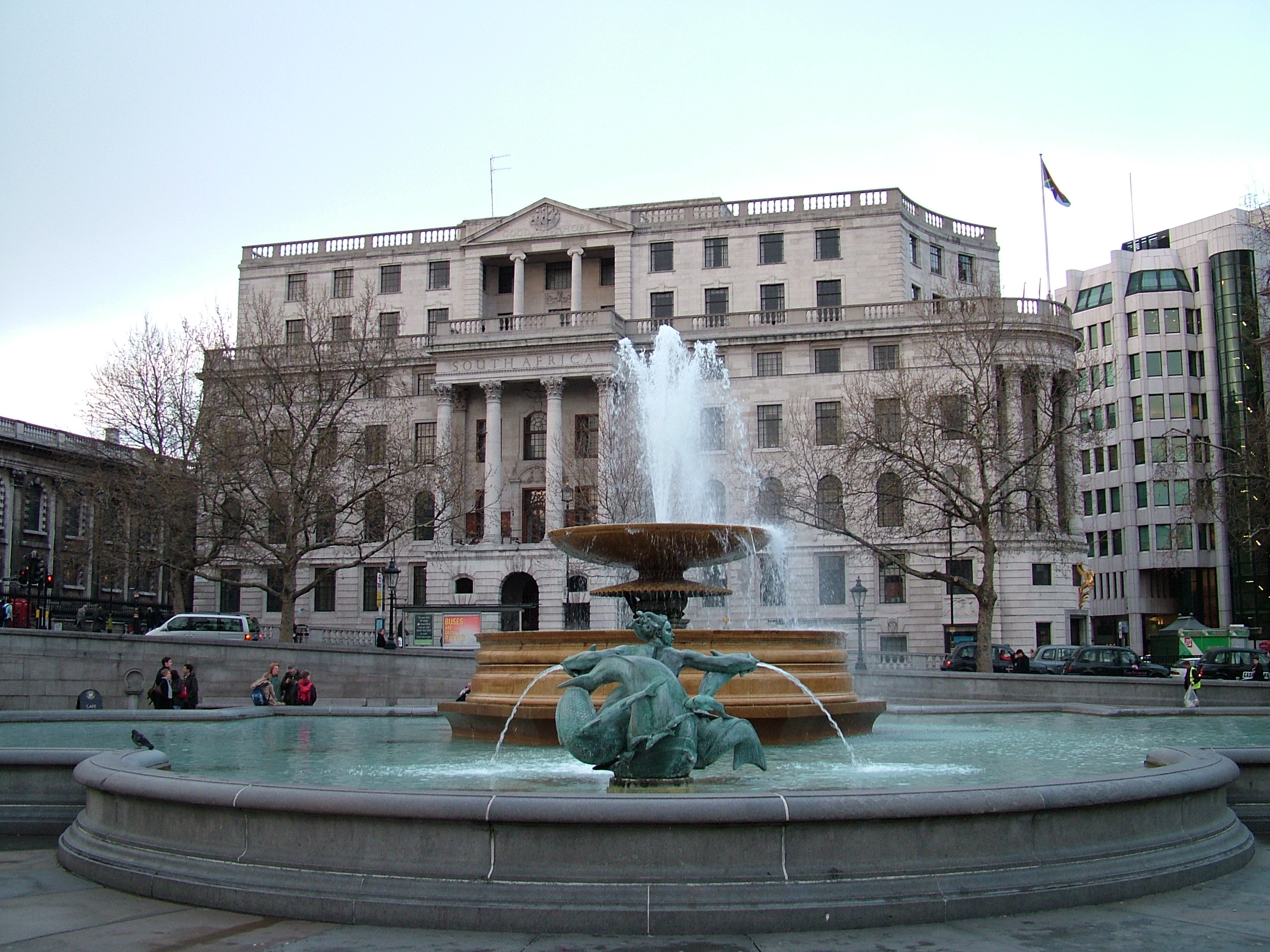
Hohe Kommission Südafrikas in London
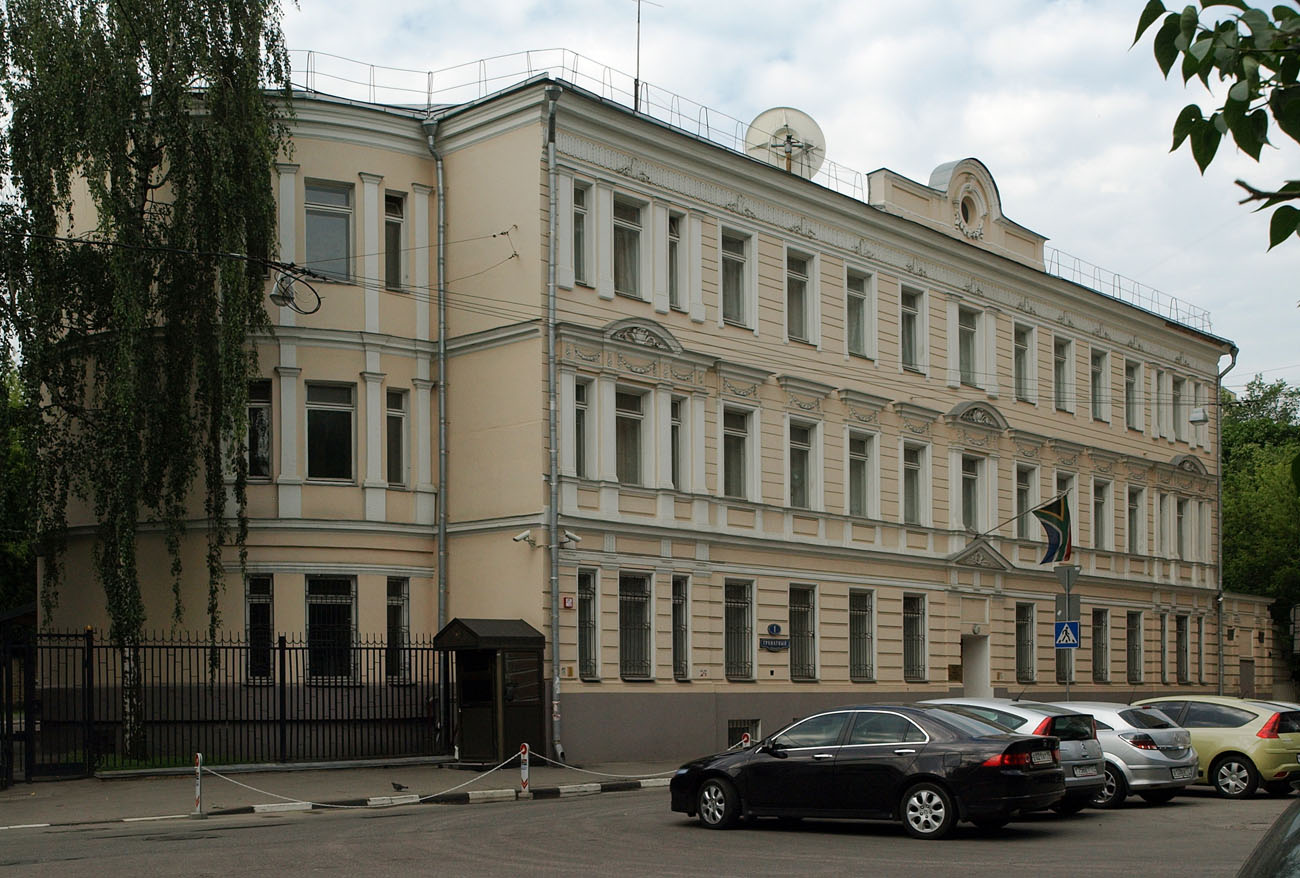
Südafrikanische Botschaft in Moskau
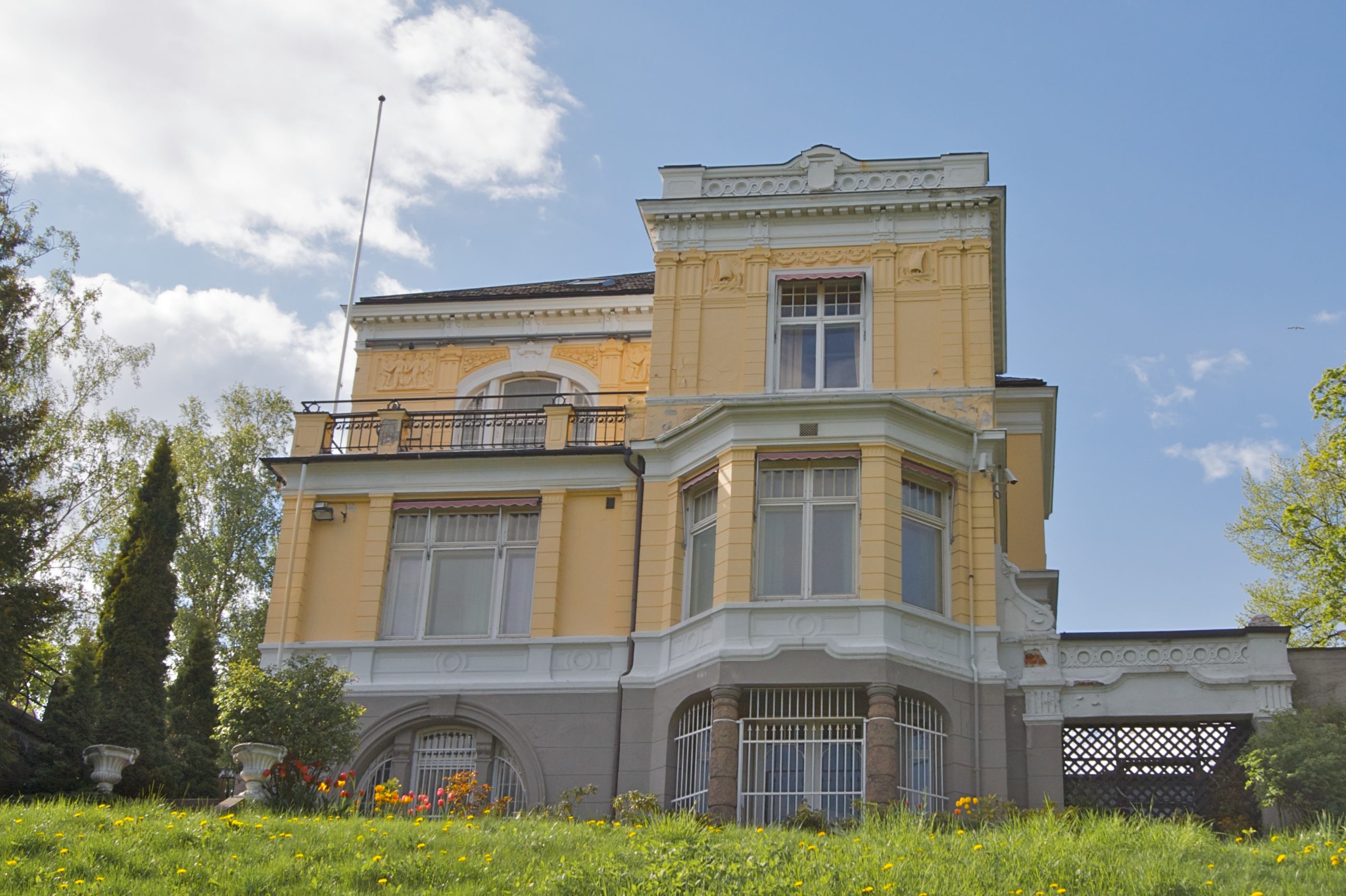
Südafrikanische Botschaft in Oslo
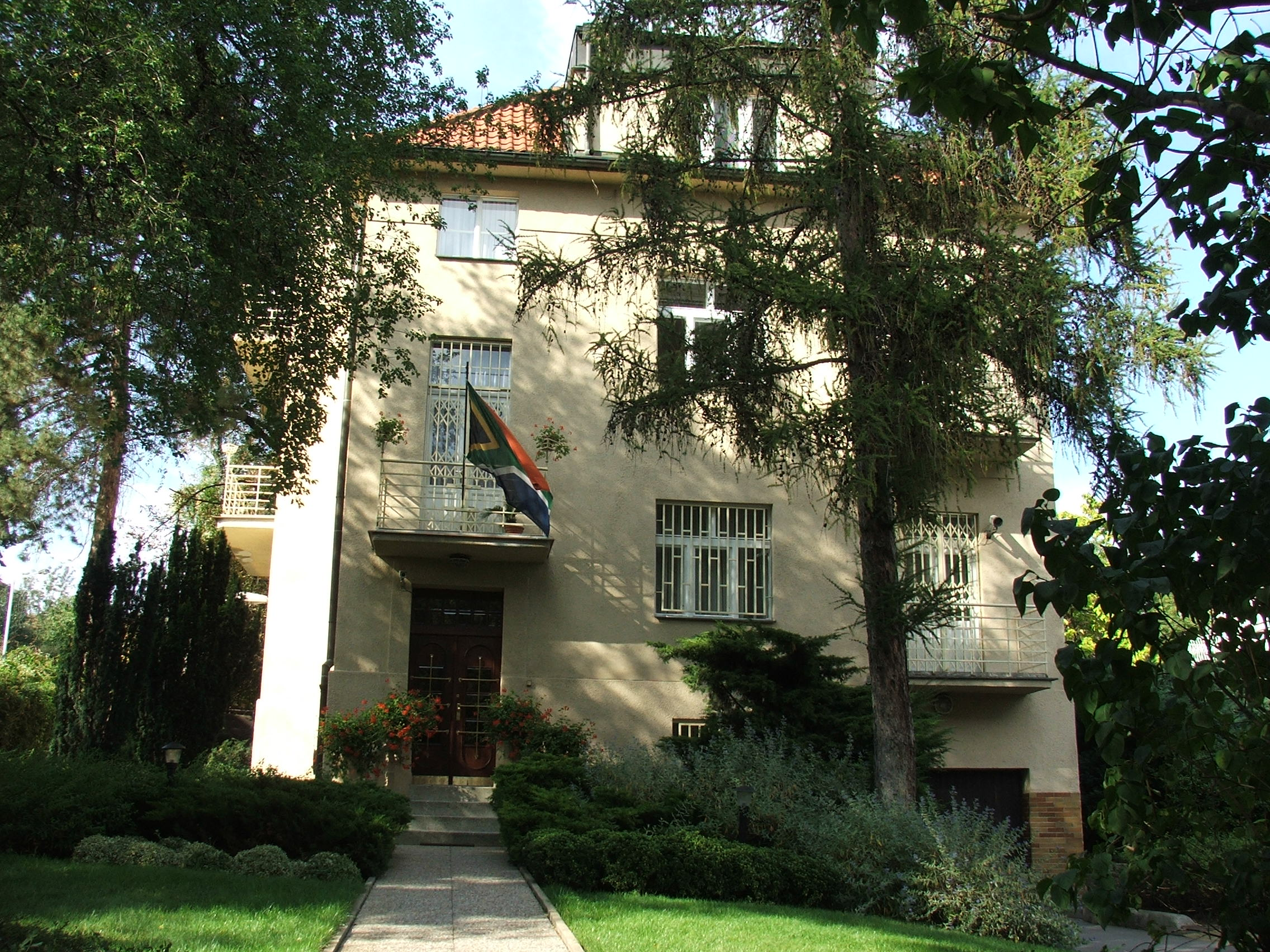
Südafrikanische Botschaft in Prag
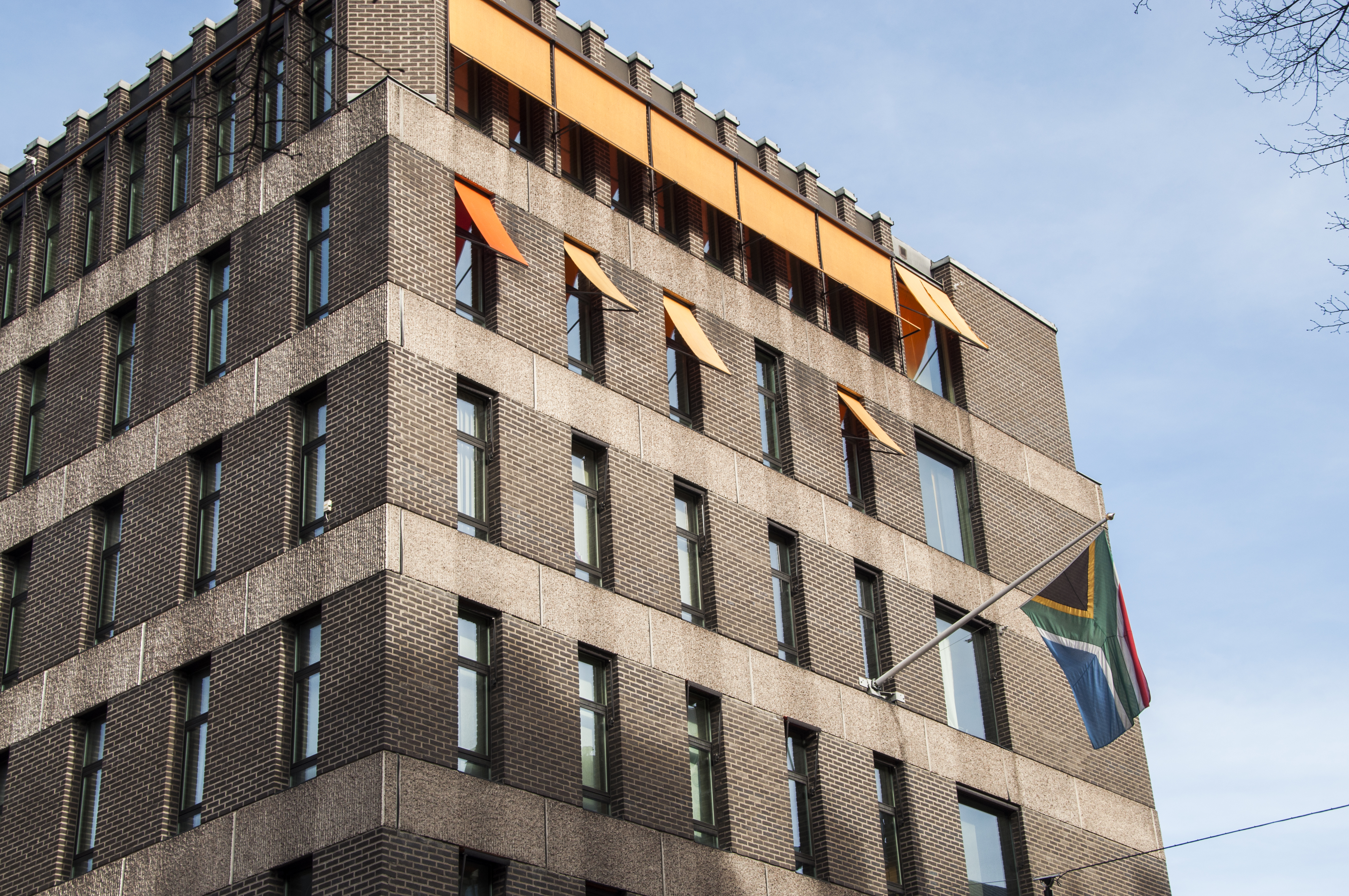
Südafrikanische Botschaft in Stockholm
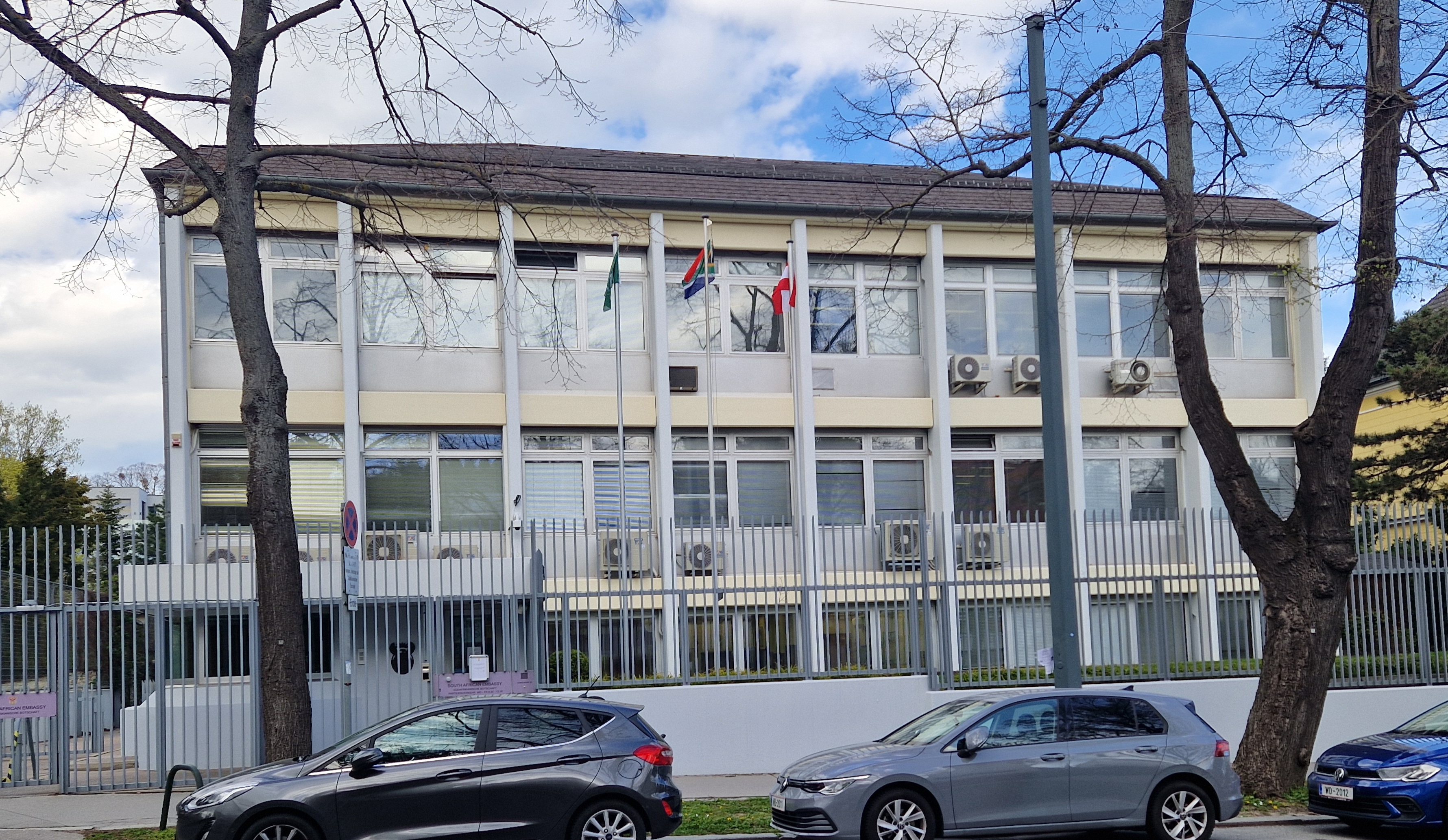
Südafrikanische Botschaft in Wien

### Nordamerika
| - Jamaika: Kingston, Botschaft - Kanada: Ottawa, Hohe Kommission - Kanada: Toronto, Generalkonsulat - Kuba: Havanna, Botschaft - Mexiko: Mexiko-Stadt, Botschaft | - Trinidad und Tobago: Port of Spain, Hohe Kommission - Vereinigte Staaten: Washington, D.C., Botschaft - Vereinigte Staaten: Chicago, Generalkonsulat - Vereinigte Staaten: Los Angeles, Generalkonsulat - Vereinigte Staaten: New York, Generalkonsulat |

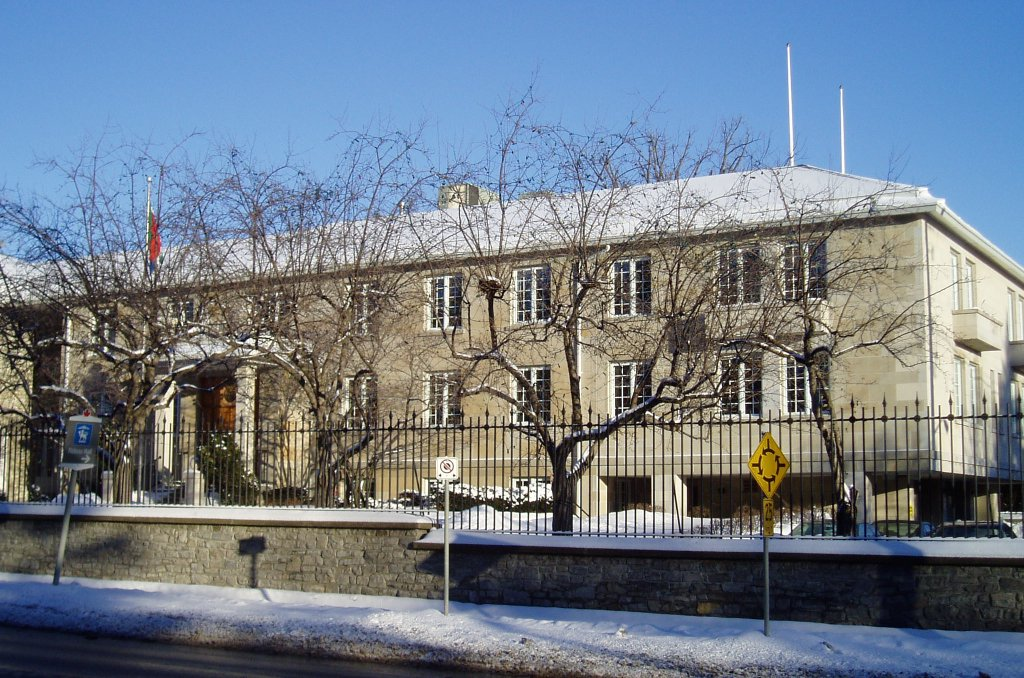
Hohe Kommission Südafrikas in Ottawa
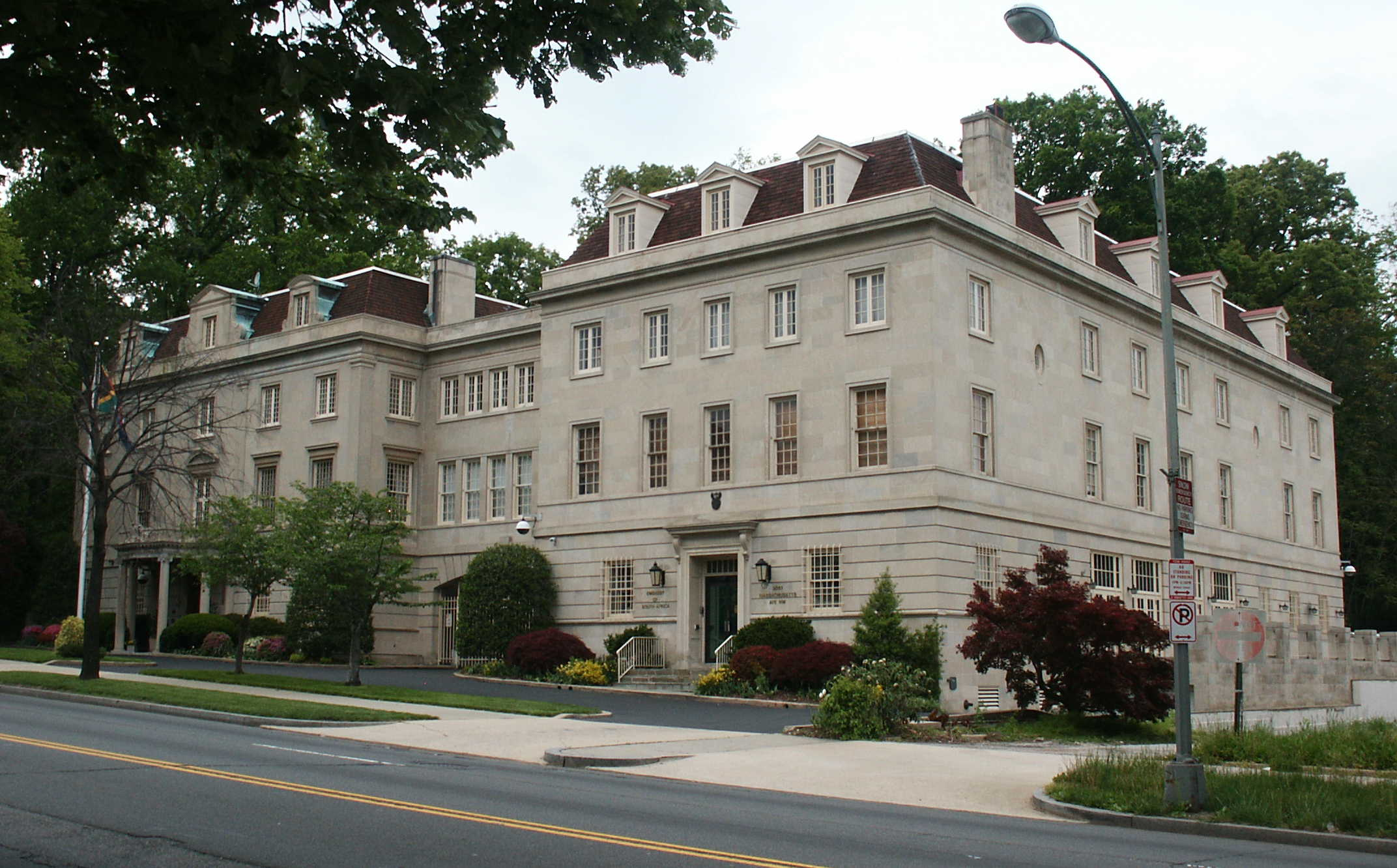
Südafrikanische Botschaft in Washington, D.C.

### Südamerika
| - Argentinien: Buenos Aires, Botschaft - Brasilien: Brasília, Botschaft - Brasilien: São Paulo, Generalkonsulat - Chile: Santiago de Chile, Botschaft | - Peru: Lima, Botschaft - Uruguay: Montevideo, Botschaft - Venezuela: Caracas, Botschaft |

## Vertretungen bei internationalen Organisationen
- AU: Addis Ababa, Ständige Vertretung
- Europäische Union: Brüssel, Mission[2]
- Vereinte Nationen: New York, Ständige Vertretung
- Vereinte Nationen: Genf, Ständige Vertretung
- Vereinte Nationen: Nairobi, Ständige Vertretung
- Vereinte Nationen: Wien, Ständige Vertretung[5]
- UNESCO: Paris, Ständige Vertretung